# Constantin Zamfir (muzicolog)
Constantin Zamfir (n. 16 februarie 1908, Brașov – d. 1987, București) a fost un muzicolog, folclorist și profesor român.

## Biografie
S-a născut la data de 16 februarie 1908 în orașul Brașov.
Studiază la Conservatorul din București în perioada 1930-1934, avându-i profesori pe Ioan D. Chirescu (teorie-solfegiu), Alfonso Castaldi (armonie), Dimitrie Cuclin (forme muzicale, estetică muzicală), George Breazul (enciclopedia muzicii, pedagogie muzicală), Constantin Brăiloiu (istoria muzicii, folclor muzical), Ștefan Popescu (dirijat coral).
În paralel cu studiile muzicale urmează cursurile Facultății de Litere și Filosofie din București.
Din 1935 desfășoară o vastă activitate didactică, fiind profesor de muzică la Silistra (până în 1937), Târgu Mureș (1937-1940), București (1940-1958).
Între 1949-1964 este cercetător principal la Institutul de Folclor din București.
Între 1963-1967 devine lector la Institutul pedagogic de trei ani din București.
Între 1967-1971 este șeful secției de muzică populară la Radioteleviziunea Română.
A publicat articole și a fost colaborator la „Izvorașul”, „Muzica”, „Progres și cultură”, „Revista de folclor” (devenită „Revista de etnografie și folclor”), „Scînteieri”, „Studii de muzicologie”, „Tribuna școalei”.

## Decesul
Moare în anul 1987 la București.

## Lucrări

### Didactice
- Metoda de cobză, București, Editura de Stat pentru Literatură și Artă, 1955, 100 p. (în colaborare cu Ion Zlotea)
- Manual de teorie și solfegii (pentru ciclul elementar al școlilor speciale de muzică), București, Litografia învățământului, 1956, 186 p. (în colaborare cu Matei Jurebiță)
- 307 solfegii pentru școlile medii de muzică, București, Litografia și Tipografia Învățământului, 1956, 103 p. (în colaborare cu Matei Jurebiță)
- George Dima - muzician și om de cultură, București, Editura Muzicală, 1974, 249 p.

### Culegeri de folclor
- 132 cîntece și jocuri din Năsăud, București, Editura Muzicală, 1958, 192 p. (în colaborare cu Victoria Dosios și Elisabeta Moldoveanu-Nestor)
- Folclor muzical din Bistrița-Năsăud, București, Editura Muzicală, 1988, 415 p.

### Articole
- „Contribuții la cunoașterea instrumentelor populare - cobza”, în Muzica, tomul 3, nr. 2, 1953
- „Tiberiu Brediceanu octogenar”, în Revista de Folclor, tomul 2, nr. 1-2, 1957
- „Aspecte ale stilului popular vocal și instrumental”, în Revista de Folclor, tomul 4, nr. 3-4, București, 1959
- „Despre periodizarea unor melodii de doină din Năsăud”, în Revista de Etnografie și Folclor, tomul 10, nr. 4, București, 1965
- „Despre obîrșia și filiația unor melodii de doină”, în Studii de muzicologie, vol. VIII, București, 1972
- „Cum s-a răspîndit colinda Pleacă Lina la fîntînă în Ținutul Brașovului”, în Revista de Etnografie și Folclor, tomul 18, nr. 6, București, 1973
- „Lucrări realizate în cercetarea folclorului din județul Bistrița-Năsăud”, în Anuarul I.C.E.D., Seria A, 1, 1979

### Ediții îngrijite
- Tiberiu Brediceanu - Melodii populare românești din Banat, București, Editura Muzicală a Uniunii Compozitorilor, 1972, 383 p.